# Західний Порт (затока)
Західний Порт — велика затока (бухта) у південній частині австралійського штату Вікторія, має вихід до Бассової протоки. Є другою за величиною затокою Вікторії.

## Історія
Європейці відкрили затоку 1797 року експедицією Джорджа Басса. Затока отримала свою назву через те, що на той час це був найзахідніший порт в Австралії (місцевість Мельбурна і Порту-Філіпп ще не було досліджено).
На початку 19 століття порт відіграв значну роль у протистоянні між Британією та Францією. Тоді з Сіднея були направлені загони солдатів і засуджених для стримування можливої агресії з боку французів у районі затоки. Лише по завершенню Другої світової війни влада почала приділяти увагу розвиткові порту. Нині затока стала центром важкої промисловості.

## Географія
Затока займає площу 680 км², з яких 270 км² являють собою замулену територію, що відкривається під час відпливів.
Затокою проходять сім сейсмічно активних поясів, через це землетруси тут — звичайне явище.

### Притоки
- Буніп
- Ланг Ланг
- Басс
- Кардінія Крік
- Редбіль Крік
- Москіто Крік
- Брелла Крік
- Танкертон Крік.

### Острови
- Французький острів — 170 км² (населення: 70)
- Острів Філіпа — 100 км² (населення: 7,000)
- Середня коса — виявляється під час відпливу
- Острів Перепілки
- Черепахова коса — виявляється під час відпливу
- Острів Черчилля — 57 га
- Острів Китайців
- Острів Єлизавети
- Пісковиковий острів[en]
- Рифовий острів
- Довгий острів
- Скеля Шнеппер
- Пелікана
- Острів Бараллієр
- Острів Рамс
- Острів Джо

## Екологія

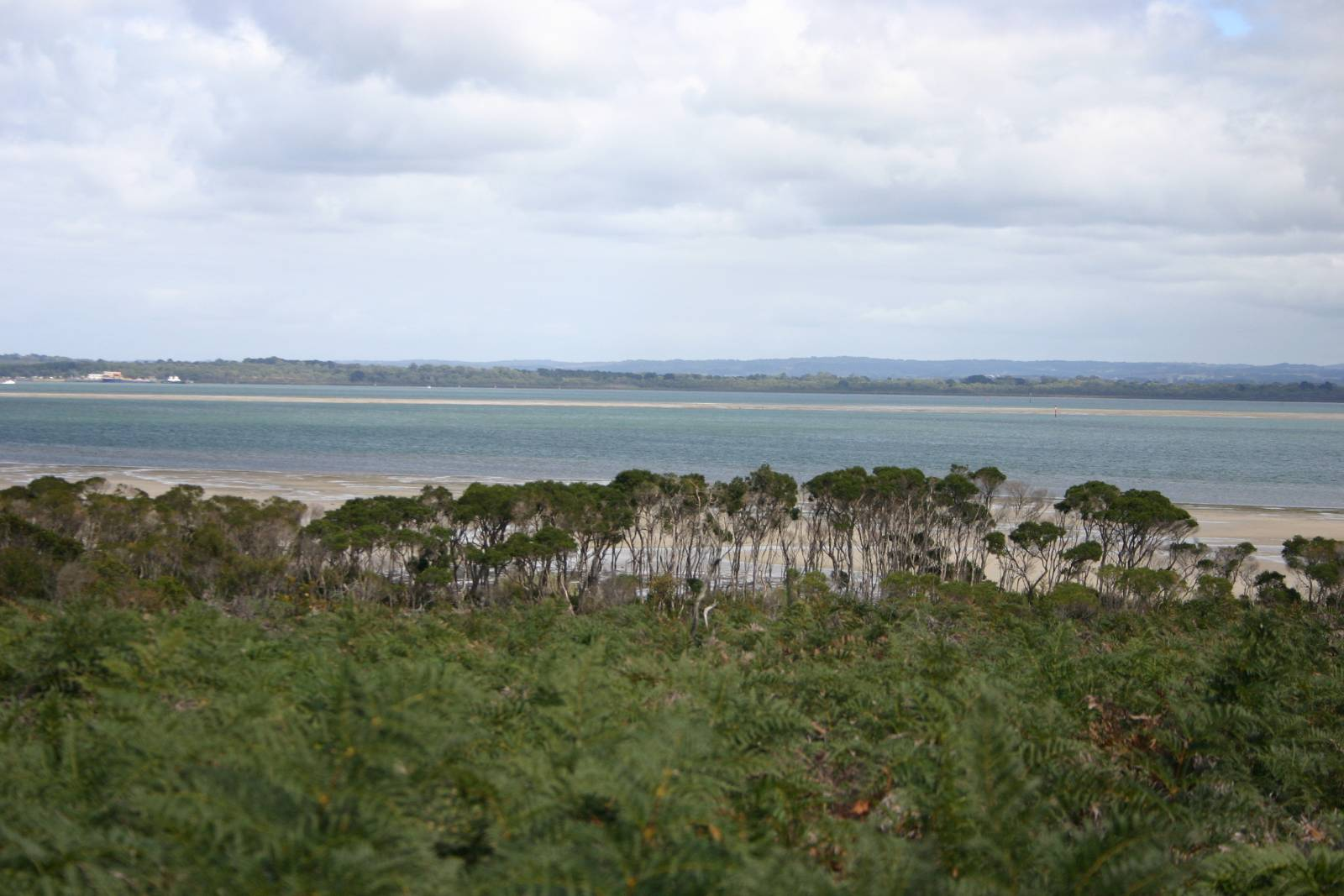
Вигляд на Західний Порт з Французького острова

### Фауна
У затоці живуть багато видів безхребетних, включаючи колонії асцидій, губок і коралів. Мангрові та мулисті зарості, а також велика кількість безхребетних приваблюють куликів та інших перелітних птахів, які оселяються переважно на узбережжі Французького острова.
На острові Філіпа проживає велика колонія малих пінгвінів. Окрім того, затока є домівкою для австралійських морських котиків.

### Флора
Основними представниками флори затоки є водорості, узбережжя вкриті мангровими лісами.